# Hibiscus furcellatus
Hibiscus furcellatus es una especie de arbusto de la familia de las malváceas. Es originario de Estados Unidos.

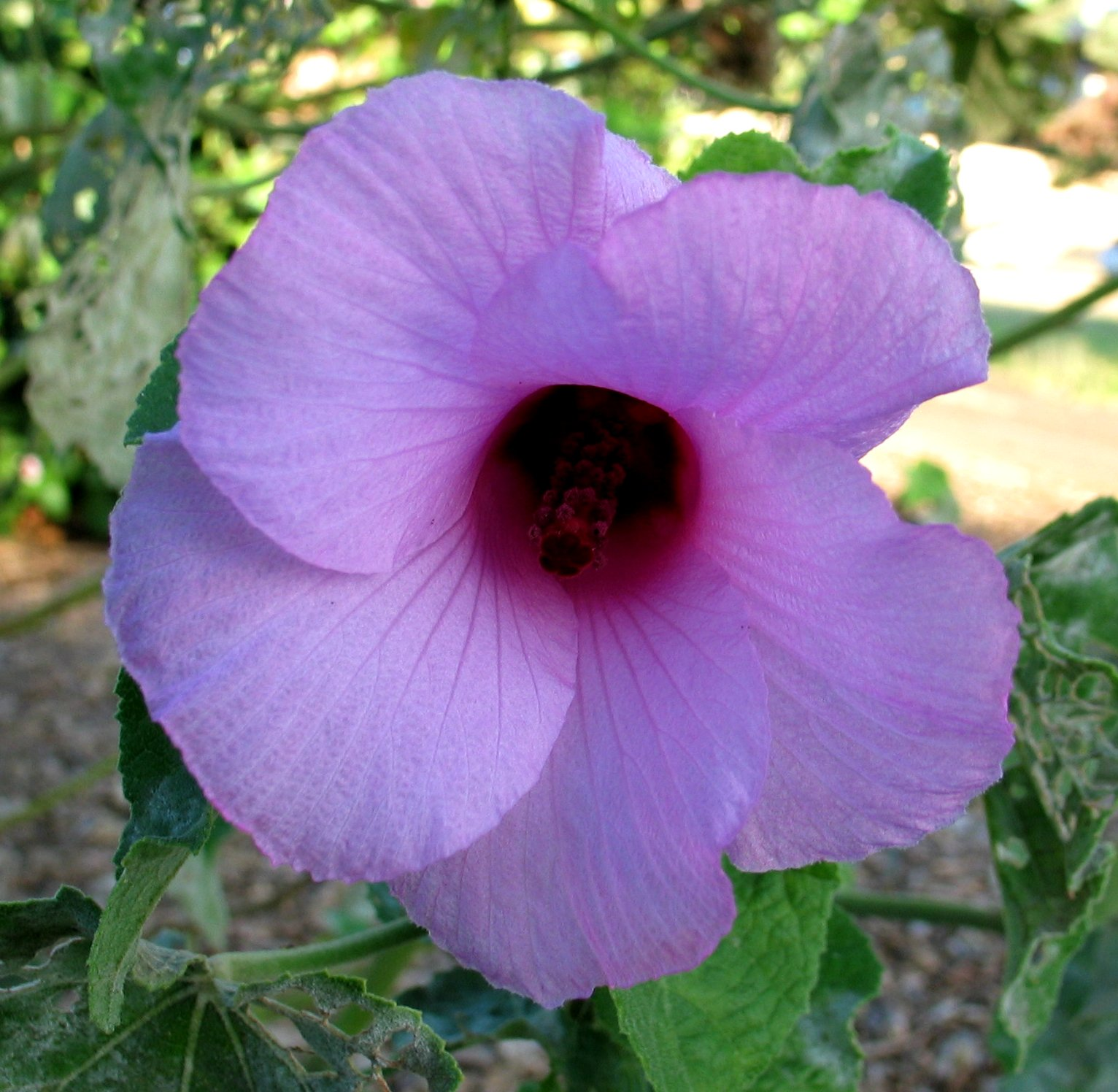
Flor

## Descripción
Es un arbusto de flores rosadas considera una especie autóctona de Hawái, por lo general se encuentran en las áreas bajas y pantanosas  del Caribe, Florida, América Central, América del Sur y Hawái, donde se le conoce como akiohala, akiahala, hele hau, y hau hele wai.

## Taxonomía
Hibiscus furcellatus fue descrita por Jean-Baptiste Lamarck y publicado en Encyclopédie Méthodique, Botanique 3(1): 358. 1783.
Etimología
Ver: Hibiscus
Sinonimia
- Hibiscus corylifolius C.Presl
- Hibiscus diodon DC.
- Hibiscus dominicus Hochr. ex Chodat & Hassl.
- Hibiscus youngianus Gaudich. ex Hook. & Arn.[1][2]